# Aspang-Markt
Aspang-Markt là một thị xã trong bang Niederösterreich ở Áo và có dân số là 2.041 người.